# Lodewijk Elzevier
Lodewijk Elzevier o Louis Elzevier (Lovaina, 1540 o 1547 - Leiden, 4 de febrer de 1617) va ser un editor impressor i llibreter holandès d'abast europeu. És l'avantpassat del llinatge Elsevier i de la noble família Rammelman Elsevier.
Nascut a la ciutat de Lovaina (avui a Bèlgica, després part dels Països Baixos dels Habsburg o els Països Baixos espanyols). Va ser el fundador de la casa d'Elzevir, que va imprimir, per exemple, Discursos i demostracions matemàtiques entorn de dues noves ciències, obra de Galileu, en un moment en què la seva obra va ser suprimida per motius religiosos. Encara que la Casa d'Elzevir va deixar de publicar-se en 1712, la moderna empresa holandesa Elsevier va ser fundada l'any 1880 i pren el seu nom de la històrica editorial holandesa.
Va començar en 1560 treballant a la botiga d'impressió de Christophe Plantin a Anvers. Es va casar amb Mayken Duverdeyn († 1613). El 1580 es va establir com a llibreria a Leiden. Les seves obres porten la divisa «Concordia res parvae crescunt». Allí va publicar el seu primer llibre en 1583, Hebraicae quaestiones et responsiones. Els seus descendents van continuar el seu negoci fins a 1791. En la publicació i la posterior impressió van aparèixer obres científiques influents. A diferència d'altres editors que van lluitar per una impressió particularment bella, Elsevier va destacar per prioritzar la llegibilitat dels llibres. Les despeses eren més petites, amb marges estrets. La majoria dels llibres estaven en llatí.
Els seus fills Matthijs i Bonaventura Elsevier i el seu net Abraham Elsevier van expandir l'editorial. El seu fill Joost esdevingué llibreter d'Utrecht.